# Borgo San Dalmazzo
Pour les articles homonymes, voir Dalmas.
Borgo San Dalmazzo (en français Saint-Dalmas-le-Bourg, en occitan Lo Borg Sant Dalmatz) est une commune italienne, dans l'Italie nord-occidentale, dans la région Piémont. Cette commune urbaine est en continuité avec sa grande sœur Coni, capitale de la province de Coni. Elle est à la limite sud-ouest de ce pôle urbain. Elle est au bord de la montagne une zone importante de confluence de trois bassins versants : à l'ouest la vallée de la Stura di Demonte (direction du département français des Alpes-de-Haute-Provence); au sud-ouest, la vallée du Gesso et au sud la vallée de Vemenagna qui permet de rejoindre la France par le col de Tende vers les Alpes-Maritimes.
Administrativement séparée de Coni, elle se trouve la partie la plus orientale de la Communauté de communes "Comunità montana Valle Stura". Bien qu'aujourd'hui majoritairement italophone et piémontophone, c'est la plus grande commune d'Italie ayant déclaré son appartenance, au sens de la loi italienne 482/99, à la minorité linguistique historique occitane.

## Toponymie
- L'abbaye bénédictine de San Dalmazzo da Pedona[2] aurait été édifiée là sur le lieu du martyre de saint Dalmas qui aurait eu lieu vers 304. Les débuts de l'abbaye seraient liés à Théodelinde de Bavière, épouse du roi lombard Agilulf, vers 610-614. Dalmace, Dalmazzoou, Dalmace de Monza, Dalmatius font référence au saint évangélisateur « Dalmace de Pavie » († vers 254), né dans une famille païenne de Monza en Italie. Il se convertirait puis prêcherait en Gaule et en Italie du Nord, deviendrait évêque de Pavie, martyrisé sous l'empereur Maximien Hercule ; célébré le 5 décembre[3],[4].
- Ce théonyme ne fait donc pas référence à cet autre Saint Dalmas, l'Abbé à Constantinople (✝ 437)[5].
- Après sa destruction Sarazine et un siècle de déclin, l'abbaye reprend une nette vigueur. Elle passe sous la responsabilité de l'évêque d'Asti et du marquis des Saluces en 1098.
- À cette époque pour la ville, le nom « San Dalmazzo » remplace celui plus ancien de Pedona[6]. D'autres lieux ont ce patronyme : 3 villages proches dans les hautes vallées de la Tinée et de la Roya (Alpes-Maritimes, France). Ils semblent avoir acquis ce patronyme tardivement provenant des moines bénédictins de San Dalmazzo, installés en prieurés (dépendant) : - Saint Dalmas de Tende  - Saint Dalmas Valdeblore (mentionnée en 1060) - Saint Dalmas le Selvage. Les fouilles archéologiques de Valdeblore ont donné un exemple architecturalement remarquable de l'influence des moines.
- Borgo peut être traduit par Bourg.
- Le nom de Borgo San Dalmazzo donne en piémontais Ël Borgh San Dalmass ou Ël Borgh et en occitan Lo Borg  ou Lo Borg Sant Dalmatz. Le gentilé donne : borgarini. Ils ont pour surnom Taiagorge dont l'origine incertaine pourrait être « Taglia gole » (coupeurs de gorge).

## Histoire
Les Alpes sont tardivement occupés par les Romains. Pendant la période de non domination par les Romains avait à sa périphérie 5 péages, dont 3 à l'Est, surveillant les principaux débouchés. Les péages était nommés « ad fines » (traduction : à la frontière) et on y prélevait l’impôt sur les marchandises, nommé Quarantième des Gaules. Il y eut un péage à Pedona.
Les deux plus au nord étaient : 
- au débouché du Val de Suse près d'Avigliana proche de Turin.

Pedona, était à l'époque pré-romaine le chef-lieu de la peuplade des Tyrii/ Turi / Turri, attestée par Pline. À la fin du Ier siècle de notre ère, la civitas de Pedona était rattachée aux Alpes cottiennes.

Le 6 août 1162 meurt à Borgo San Dalmazzo le prince aragonais et catalan Raimond-Bérenger IV, comte de Barcelone, qui devait rencontrer à Turin l'empereur Frédéric Barberousse.
Le canton a fait partie de l'arrondissement de Coni durant l'Empire napoléonien.

### Camp de concentration dans la caserne
Durant la Seconde Guerre mondiale, après le 8 septembre 1943, 349 juifs de France fuyant les Nazis furent pris par les SS et enfermés dans l'ancienne caserne de Borgo San Dalmazzo, d'où ils furent déportés en novembre vers Auschwitz. Seuls neuf survécurent.
La population  locale, menée par son curé Raimondo Viale, tenta de porter un peu d'aide aux prisonniers, mais surtout dissimula la centaine qui avait réussi à échapper aux SS grâce au réseau d'aide DELASEM. 
Le 28 avril 1945, la 1re DFL pénètre dans Borgo San Dalmazzo. L'offensive française sur le front des Alpes, menée par le général Doyen, s'arrête là sur ordre du commandement américain en Italie.
Le 20 septembre 1998, une place  reçut le nom de Raimondo Viale, nom qui figure comme Juste parmi les nations à l'institut Yad Vashem de Jérusalem.

## Accès, voies et transports
- Il y a un site spécialisé Wikivoyage sur Borgo en italien.
- Bus et cars : deux lignes passent là : Borgo - Valle Stura et Roccavione - Coni.
- Tramways : entre 1877 et 1948, Borgo San Dalmazzo a été desservie par le tramway Coni - Borgo San Dalmazzo - Demonte.
- Chemins de fer : la ville est desservie par une gare située sur le chemin de fer Coni - Limone - Vintimille ; entre 1887 et 1960, la station était le terminus du chemin de fer Coni - Boves - Borgo San Dalmazzo.
- Routes : la ville est à la confluence de deux grands axes routiers menant en France : la route nationale 21 « de la Maddalena » (Strada statale 21 della Maddalena), à travers la vallée de la Stura et le col de Larche (qui est appelé en italien : Colle della Maddalena) et la route nationale 20 (it) « du col de Tende et de la vallée de la Roya » (Strada statale 20 del Colle di Tenda e di Valle Roja) à travers la vallée de Vermenagna et le col de Tende. La ville peut être atteinte de la route nationale 20 qui relie la Ligurie à Turin, on peut aussi rejoindre l'A6 : Marene, Fossano et Coni.
- En avion : la ville est à trente kilomètres de l'aéroport international de Coni.

## Économie
La ville abrite une cimenterie du groupe Italcementi ainsi que l'usine de la société Cometto, un des plus importants constructeurs de remorques pour transports exceptionnels et de remorques modulaires autopropulsées pour des charges supérieures à 1 000 tonnes.

## Culture
- L'église de San Dalmazzo est dédiée au culte du saint, un culte qui commença au IIe siècle. Elle était considérée comme un important point de repère pour les pèlerins en voyage entre l'Italie du Nord et la Provence. Elle comporte des éléments de l'époque romaine, une superposition d'églises à partir de la période paléochrétienne, la chapelle désirée par Jeanne d'Anjou.

## Fêtes, foires
- 5 décembre : fête du Saint patron. La principale fête de la ville avec un marché étendu à toute la vieille ville.
- Mars : Un village de chocolat.
- Chaque vendredi en juillet : Soirée de Borgo.

## Administration
| Période                                  | Période    | Identité          | Étiquette     | Qualité |
| ---------------------------------------- | ---------- | ----------------- | ------------- | ------- |
| 6 june 2002                              | 7 mai 2012 | Pierpaolo Varrone | liste civique |         |
| 8 mai 2012                               | En cours   | Gianpaolo Beretta | liste civique |         |
| Les données manquantes sont à compléter. |            |                   |               |         |

### Hameaux
Beguda, Madonna Bruna, Sant'Antonio Aradolo, Tetto Miola

### Communes limitrophes
Boves, Coni, Gaiola, Moiola, Roccasparvera, Roccavione, Valdieri, Vignolo.

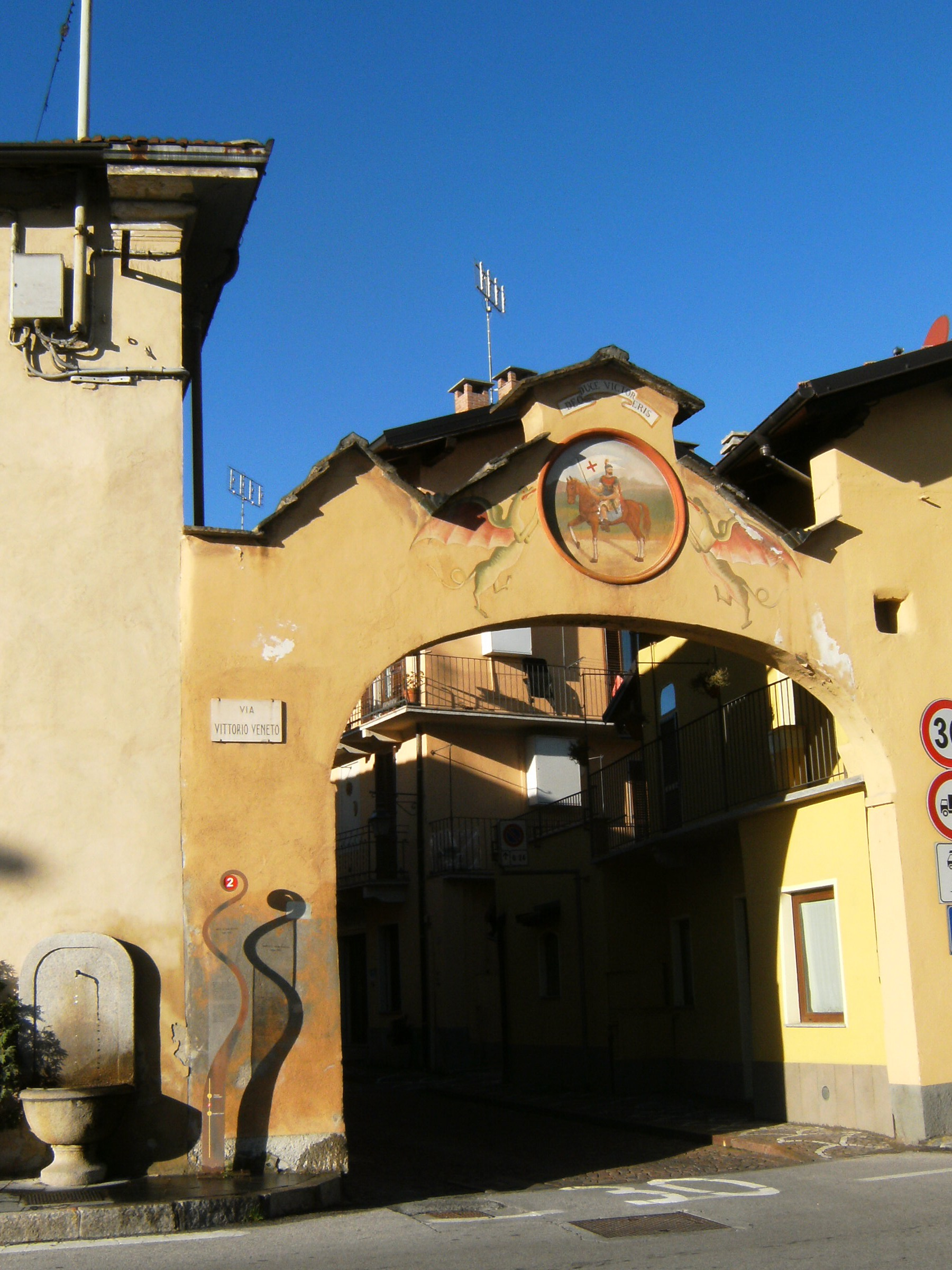
Porte de Coni.
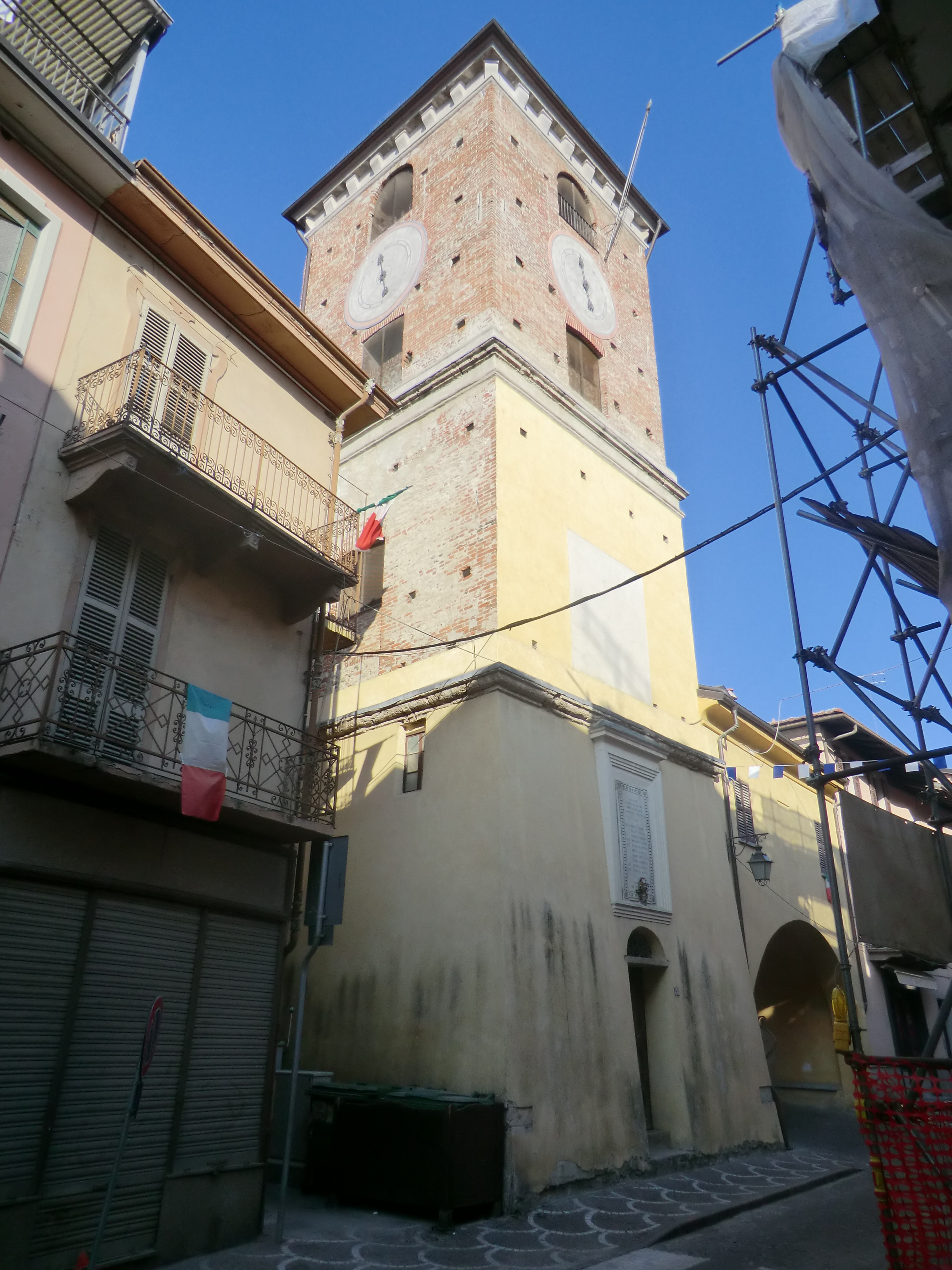
Torre civica  XVIe siècle.
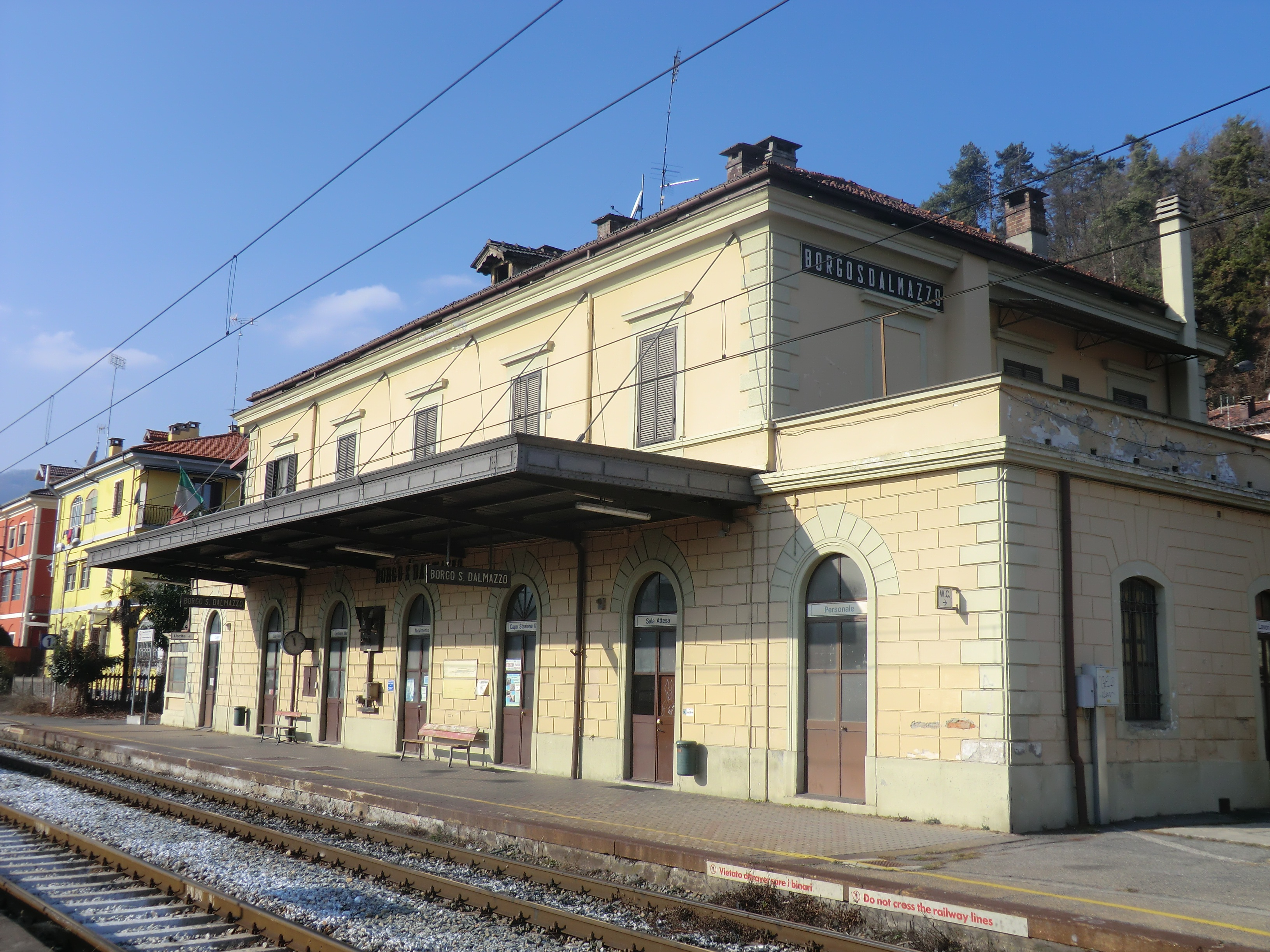
Gare ferroviaire.
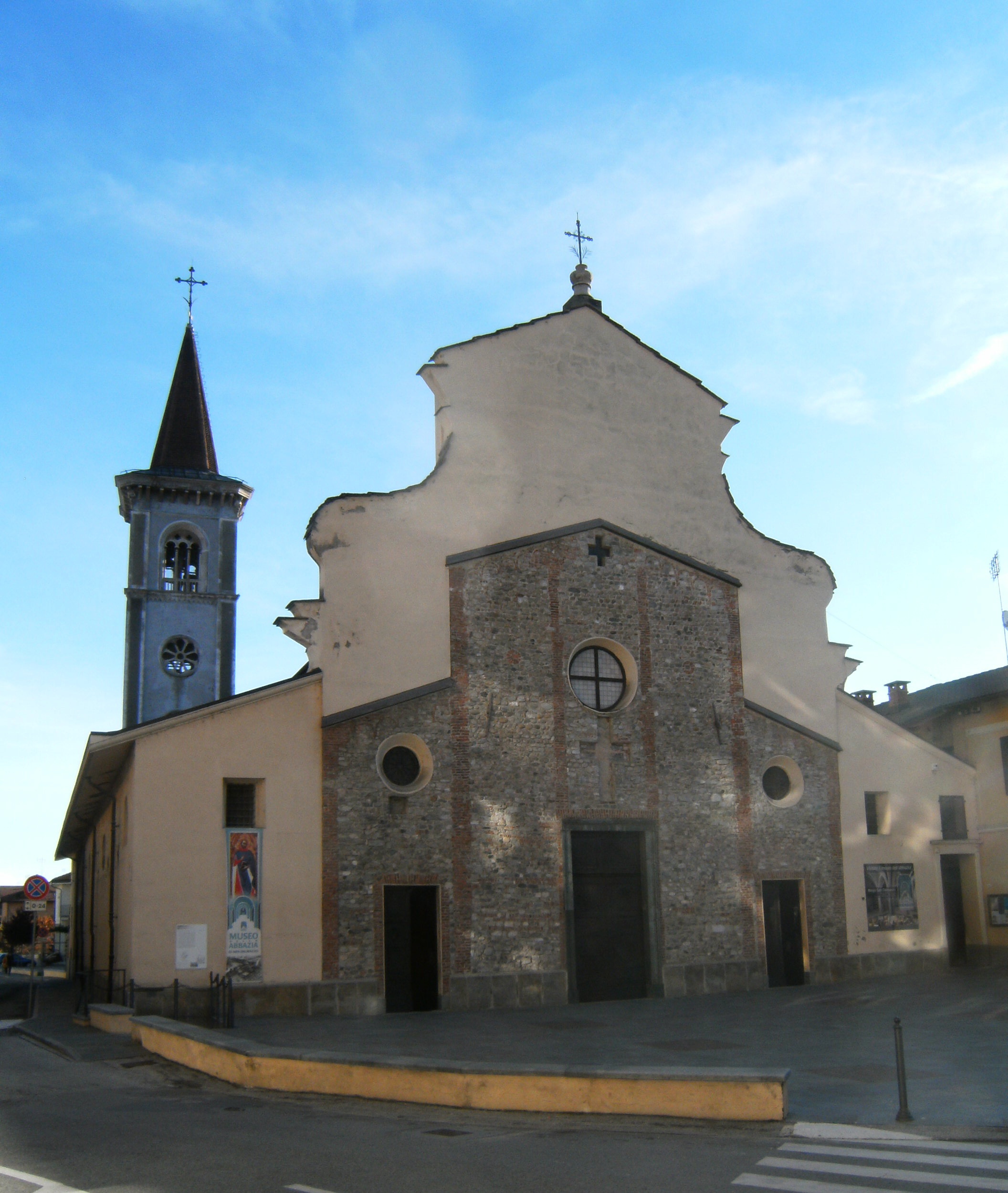
Église de San Dalmazzo.
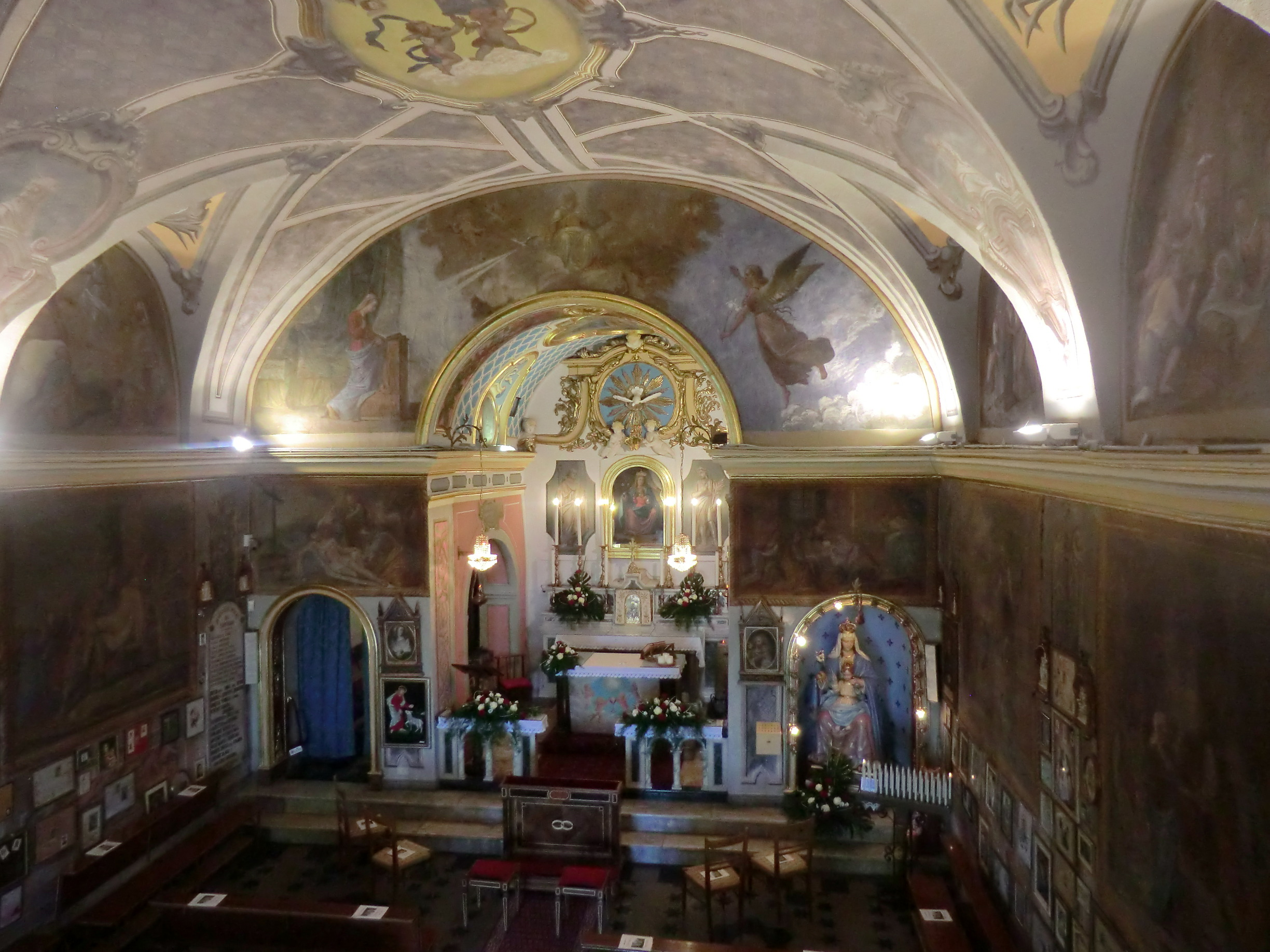
Sanctuaire madone de Monserrat.
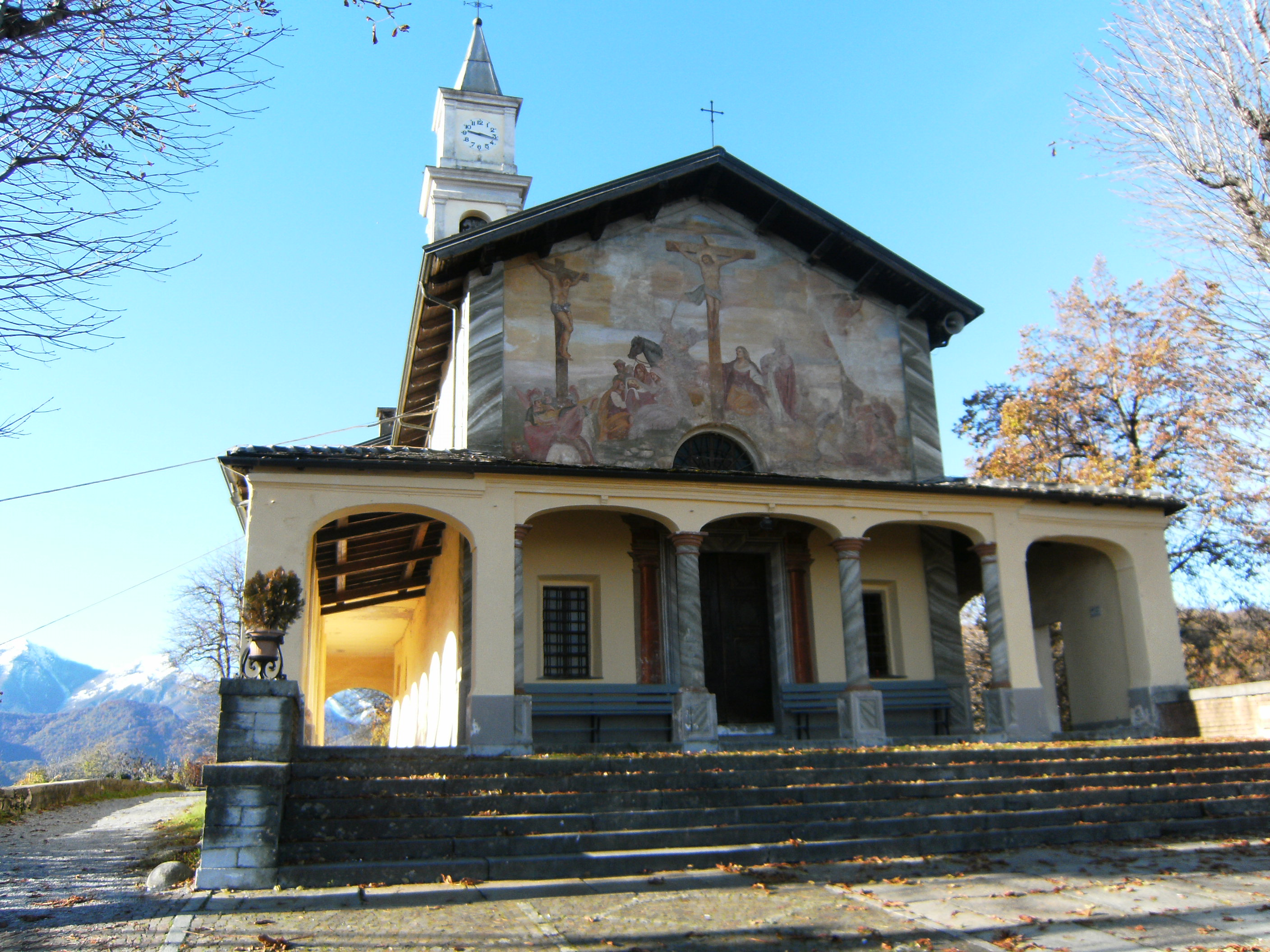
Sanctuaire madone de Monserrat.

### Évolution démographique
Habitants recensés

## Jumelages
- Breil-sur-Roya (France)
- Valdeblore (France)
- Concepción de La Vega (République dominicaine)